# Dounoux
Dounoux je francouzská obec v departementu Vosges, v regionu Grand Est. Leží 10 kilometrů jižně od Épinalu.

## Geografie
V lesích na severu obce pramení řeka Côney, přítok Saôny, kdežto potok u nádraží se vlévá do Mosely a s ní do Rýna, takže obec je na rozvodí Severního a Středozemního moře. Obcí prochází státní silnice N 434 Épinal - Vesoul a železniční trať Nancy - Belfort.

## Znak
Znak obce zobrazuje lesnictví a zemědělství, pruh uprostřed státní silnici procházející územím vesnice.

## Památky
- Kostel sv. Medarda z roku 1843
- Zbytky pevnosti Bamboux z roku 1880

## Vývoj počtu obyvatel
Počet obyvatel